# Lobidion punctatissimum
Lobidion punctatissimum är en skalbaggsart som beskrevs av François Génier 2010. Lobidion punctatissimum ingår i släktet Lobidion och familjen bladhorningar. Inga underarter finns listade i Catalogue of Life.